# Frankenthal (Pfalz)
Frankenthal (Pfalz) ist eine kreisfreie Stadt in Rheinland-Pfalz im Nordosten der Region Pfalz. Unmittelbar benachbart sind die Städte Worms im Norden und Ludwigshafen im Süden. Historisch war Frankenthal vom 16. bis zum 18. Jahrhundert einer der wichtigsten Orte des Kurfürstentums Pfalz.
Frankenthal fungiert als Mittelzentrum für die umliegenden Gemeinden im Rhein-Pfalz-Kreis und gehört mit ihnen zur Metropolregion Rhein-Neckar.

## Geographie

### Lage
Die Stadt liegt in der Oberrheinischen Tiefebene zwischen dem Pfälzerwald im Westen und dem Rhein im Osten. Durch Frankenthal fließt die Isenach, die 6 km weiter in den Rhein mündet. Ihr früherer linker Zufluss Fuchsbach ist im Stadtgebiet verrohrt; seine Hauptwassermenge erreicht den Rhein heute über Schrakel- und Eckbach.
Auf der Gemarkung der Stadt liegt mit 87,3 m ü. NHN der tiefste Punkt der Pfalz. Dieser befindet sich nur wenige hundert Meter vom Rhein entfernt auf einem Acker des Klosgartenhofs, eines landwirtschaftlichen Betriebs im nordöstlichen Vorort Mörsch an der Grenze zum Ludwigshafener Stadtteil Pfingstweide. Den höchsten Punkt der Stadt bildet mit 117,25 m der Monte Scherbelino, ein kleiner Hügel am städtischen Strandbad, der aus einer Mülldeponie hervorgegangen ist.
Zum Jahreswechsel 1882/83 führte der Rhein Hochwasser, bei dem u. a. Ludwigshafen und Teile Frankenthals überschwemmt wurden. Der östliche Bereich Frankenthals gehört zu den Gebieten, die bei solchen sehr seltenen extremen Hochwasserereignissen betroffen sein können.

### Klima
Der Jahresniederschlag beträgt 528 mm.

### Stadtgliederung
Die Stadt Frankenthal (Pfalz) besteht aus der Kernstadt und vier Ortsbezirken, die früher eigenständige Dörfer waren.
| Einheit     | Eingemeindung | Größe in ha | Einwohner |
| ----------- | ------------- | ----------- | --------- |
| Kernstadt   |               | 1.427,7     | 49.237    |
| Eppstein    | 1969          | 719,2       | 2.612     |
| Flomersheim | 1919          | 481,5       | 2.798     |
| Mörsch      | 1919          | 1.327,1     | 3.291     |
| Studernheim | 1919          | 422,9       | 1.895     |

## Geschichte

### Zeittafel
| Zeitraum     | Ereignis |
| ------------ | --- |
| 772          | Erste urkundliche Erwähnung als Franconodal                                                                                                  |
| 1119         | Gründung des Augustiner-Chorherrenstifts mit Skriptorium                                                                                     |
| 1562         | Niederlassung von 58 calvinistischen Flüchtlingsfamilien in Frankenthal; Abschluss einer „Capitulation“ hierüber mit Kurfürst Friedrich III. |
| 1571         | Frankenthaler Religionsgespräch |
| 1577         | Verleihung der Stadtrechte |
| 1623         | Eroberung im Dreißigjährigen Krieg durch spanische Soldaten                                                                                  |
| 1652         | Rückgabe durch die spanischen Besatzer an die Kurpfalz                                                                                       |
| 1689         | Zerstörung im Pfälzischen Erbfolgekrieg durch französische Truppen                                                                           |
| 1718         | Beginn der Stadtbefestigung unter Kurfürst Karl III. Philipp                                                                                 |
| 1755         | Gründung der Porzellanmanufaktur |
| 1770–1773    | Bau des Wormser und Speyerer Tores (beide bis heute erhalten)                                                                                |
| 1772–1781    | Bau eines Hafens mit Kanalverbindung zum Rhein (1955 zugeschüttet)                                                                           |
| 1919         | Eingemeindung von Flomersheim, Mörsch und Studernheim                                                                                        |
| 1. März 1920 | Gewinnung der Kreisfreiheit |
| 1943         | Bombenangriff mit Zerstörung der Innenstadt zu etwa 90 %                                                                                     |
| 7. Juni 1969 | Eingemeindung von Eppstein |

### Geschichte

#### Ur- und Frühgeschichte
Bei Grabungen auf dem Strandbadgelände im Jahr 1961 wurden Mammutknochen und menschliche Schädelfragmente entdeckt.
Bei weiteren Ausgrabungen im Stadtgebiet wurden Werkzeuge und auch ein Glockenbecher gefunden, die auf den Zeitraum zwischen 4000 und 1800 v. Chr. datiert wurden, der zur Jungsteinzeit gehört.
Bei Kanalisationsarbeiten in der Nähe der Friedrich-Ebert-Schule wurde ein bronzezeitliches Gräberfeld entdeckt, das aus der Zeit zwischen 1800 und 1200 v. Chr. stammt. Die Gräber waren mit reichhaltigen Beigaben, darunter eine Prunkaxt, versehen. Die Gegenstände wurden dem keltischen Volk der Mediomatriker zugeordnet.
Zahlreiche Funde von Terra-Sigillata-Gefäßen in der Nähe des Rheins deuten auf eine kurzzeitige römische Besiedlung während der Eisenzeit hin.

#### Mittelalter
Erstmals erwähnt wurde die Gemeinde, die ursprünglich Franconodal hieß und eine fränkische Gründung aus dem späten 5. Jahrhundert ist, in einer mittelalterlichen Schenkungsurkunde des Klosters Lorsch vom 20. September 772. In einer weiteren Schenkungsurkunde an das Kloster Weißenburg aus dem Jahre 812 wurde diesem eine Kirche im Dorf mit Höfen, Weiden und Wiesen übertragen. 886 kam es durch lange andauernde Regenfälle zu großflächigen Überschwemmungen durch den Rhein, dessen Flussbett sich anschließend dauerhaft nach Osten verlagerte.
Die Gründung eines Augustiner-Chorherrenstifts durch den Wormser Adligen Erkenbert im Jahre 1119 und eines Frauenstifts durch seine Gattin Richlindis sechs Jahre später führte zu einer grundlegenden Veränderung des dörflichen Lebens. Vor allem das Chorherrenstift entwickelte sich sehr schnell zu einem wirtschaftlichen und kulturellen Zentrum, das in die gesamte Region ausstrahlte. Frankenthal erlebte seine erste Blütezeit. Von besonderer Bedeutung war das Skriptorium des Klosters, in dem zahlreiche kunsthistorisch wertvolle Handschriften entstanden, so die Frankenthaler Bibel.

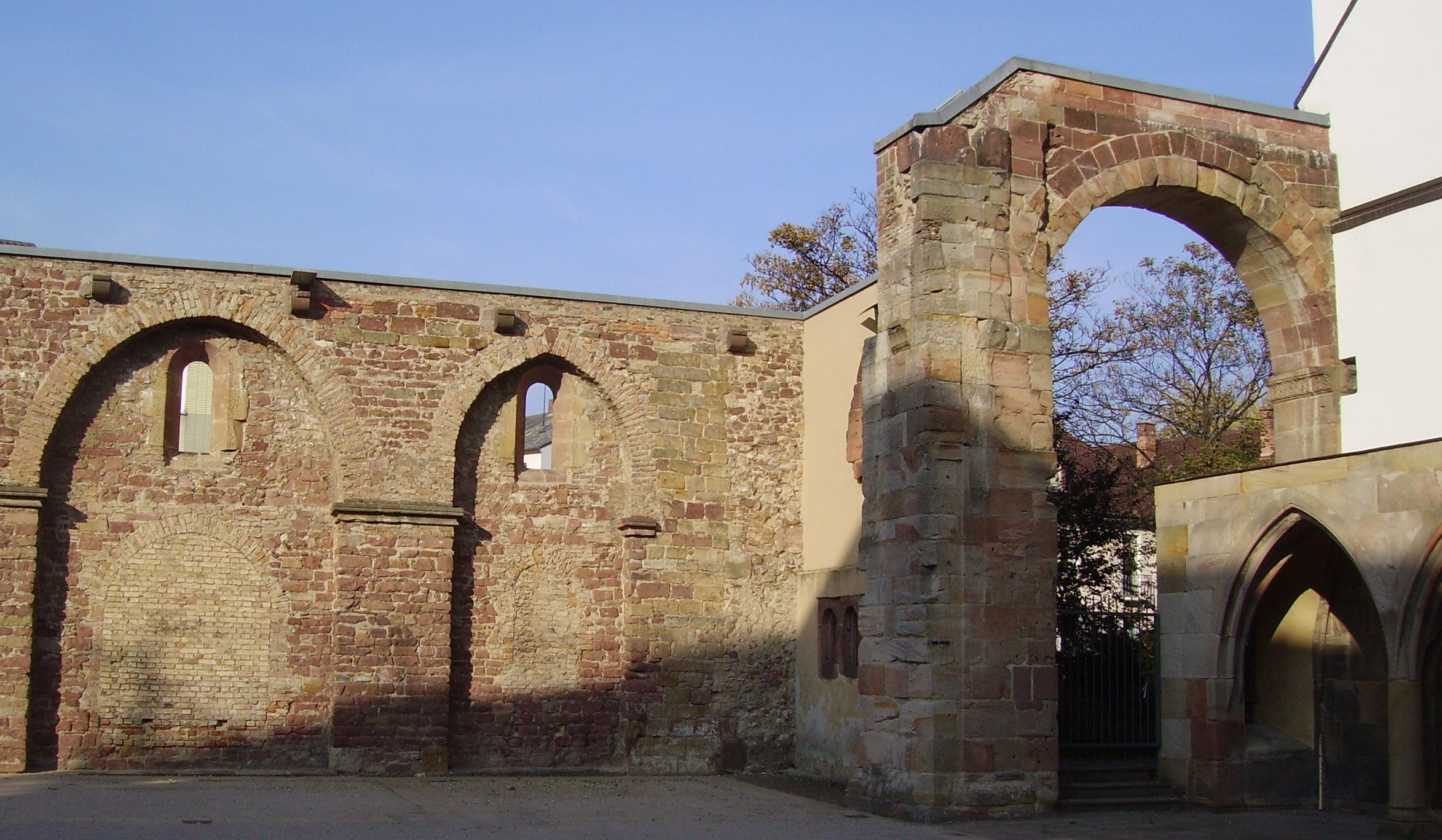
Erkenbert-Ruine
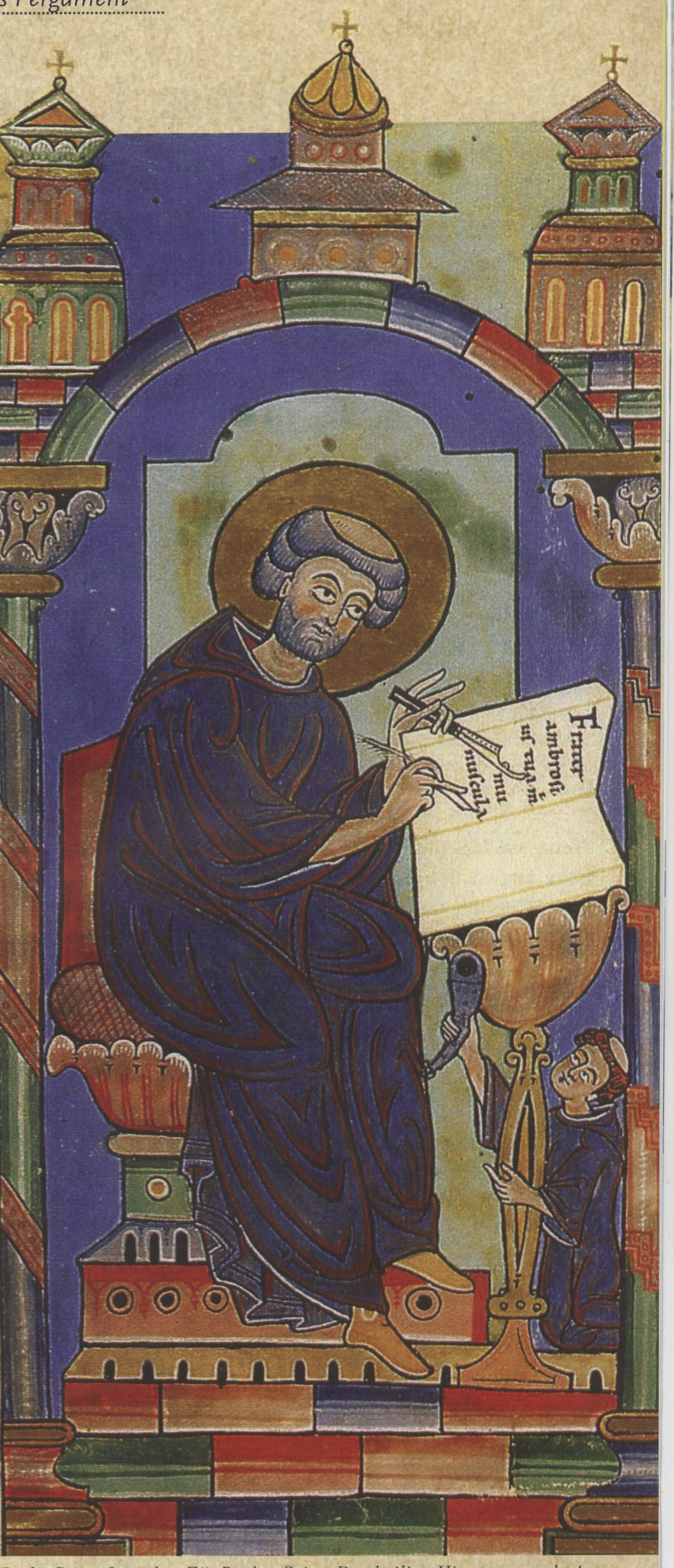
Hl. Hieronymus aus der Frankenthaler Bibel
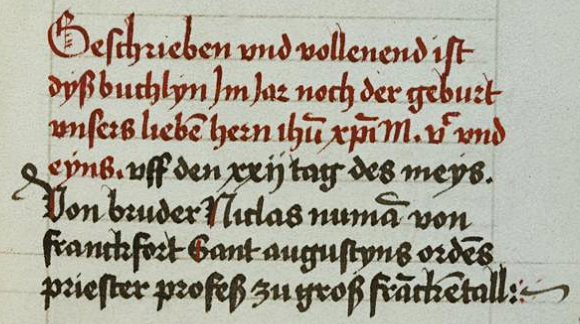
Seite 236 des Cod. Pal. germ. 440 (Tagzeiten vom Leiden Christi und Tagzeiten Mariä)
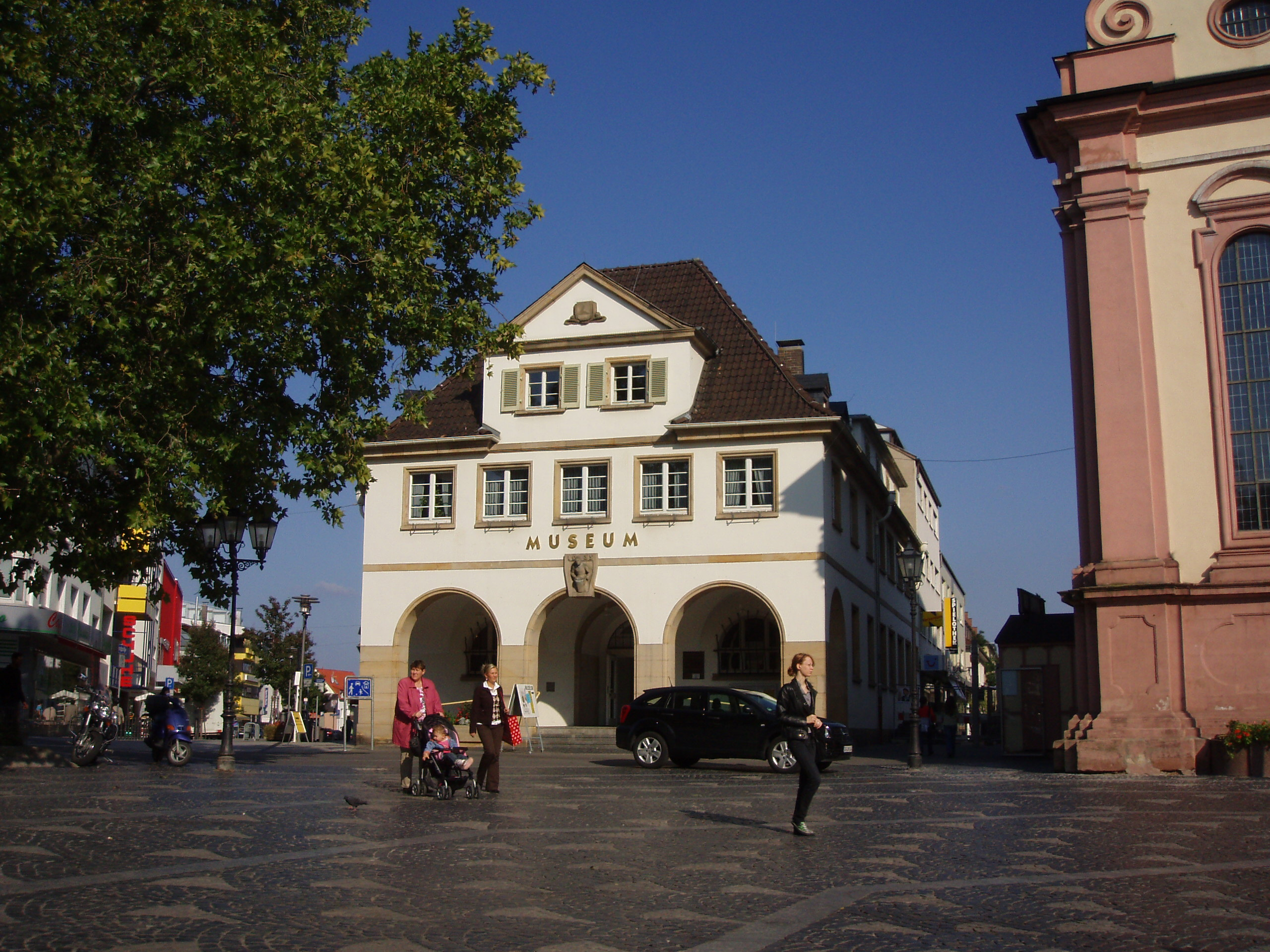
Erkenbert-Museum

#### Stadtgründung
Während das Frauenstift (Kleinfrankenthal) bereits 1431 mit päpstlicher Zustimmung aufgehoben wurde, bestand das Chorherrenstift bis ins 16. Jahrhundert. 1562 wurde es durch Kurfürst Friedrich III. aufgelöst, die Mönche wurden vertrieben und die Gebäude und Ländereien einer Gruppe flämischer Flüchtlinge zur Verfügung gestellt, die ihre Heimat wegen ihres reformierten Glaubens hatten verlassen müssen. Unter den Mitgliedern der Exulantengemeinde – zunächst 62 Familien unter der Führung des Petrus Dathenus – befanden sich zahlreiche Kaufleute, Gold- und Silberschmiede, Gobelinwirker, Textilfabrikanten und Maler. In einem Ansiedlungsvertrag (Frankenthaler Kapitulation) wurden die Bedingungen für die Niederlassung und die Rechte der Siedler festgeschrieben. 1571 fand am Ort das vom Kurfürsten initiierte Frankenthaler Religionsgespräch zwischen Täufern und Reformierten statt. Nach der 1573 überarbeiteten Kapitulation erhielt Frankenthal einen gewählten Schultheiß und ein eigenes Gericht. Die Siedlung wurde mit Graben, Mauern und Toren umgeben und erhielt am 30. Oktober 1577 Stadtrecht. Zu einem weiteren Bevölkerungsanstieg kam es, als die Kurpfalz wieder das lutherische Bekenntnis annahm und zahlreiche reformierte Wallonen aus Heidelberg nach Frankenthal übersiedelten. Sie bildeten eine zweite Kirchengemeinde mit französischer Predigt.
Mit den von Pfalzgraf Johann Kasimir 1582 erlassenen neuen Statuten für die Stadt wurden die bisherigen Sonderrechte weitgehend beseitigt und die Bürger Frankenthals denen der Oberamtsstadt Neustadt gleichgestellt. Die meisten Wahlbeamten, auch der Schultheiß, wurden nunmehr durch den Pfalzgrafen eingesetzt. Mit dem Zuzug weiterer Einwohner (1584 lebten 365, 1592 668 Familien in der Stadt) setzte ein wirtschaftlicher Aufschwung ein. Seit 1581 bildeten die Tuchmacher eine Zunft. 1586 erhielten die Weber eine Ordnung und Zollfreiheit auf den Messen. Es entstanden eine Goldschmiedemanufaktur und die über die Grenzen der Pfalz hinaus bekannte Frankenthaler Malschule, zu der Gillis van Coninxloo, Anton Mirou, Pieter Schoubroeck, Henrick Gijsmans und Hendrick van der Borcht (der Ältere) gehörten.

#### Kriege und Zerstörung

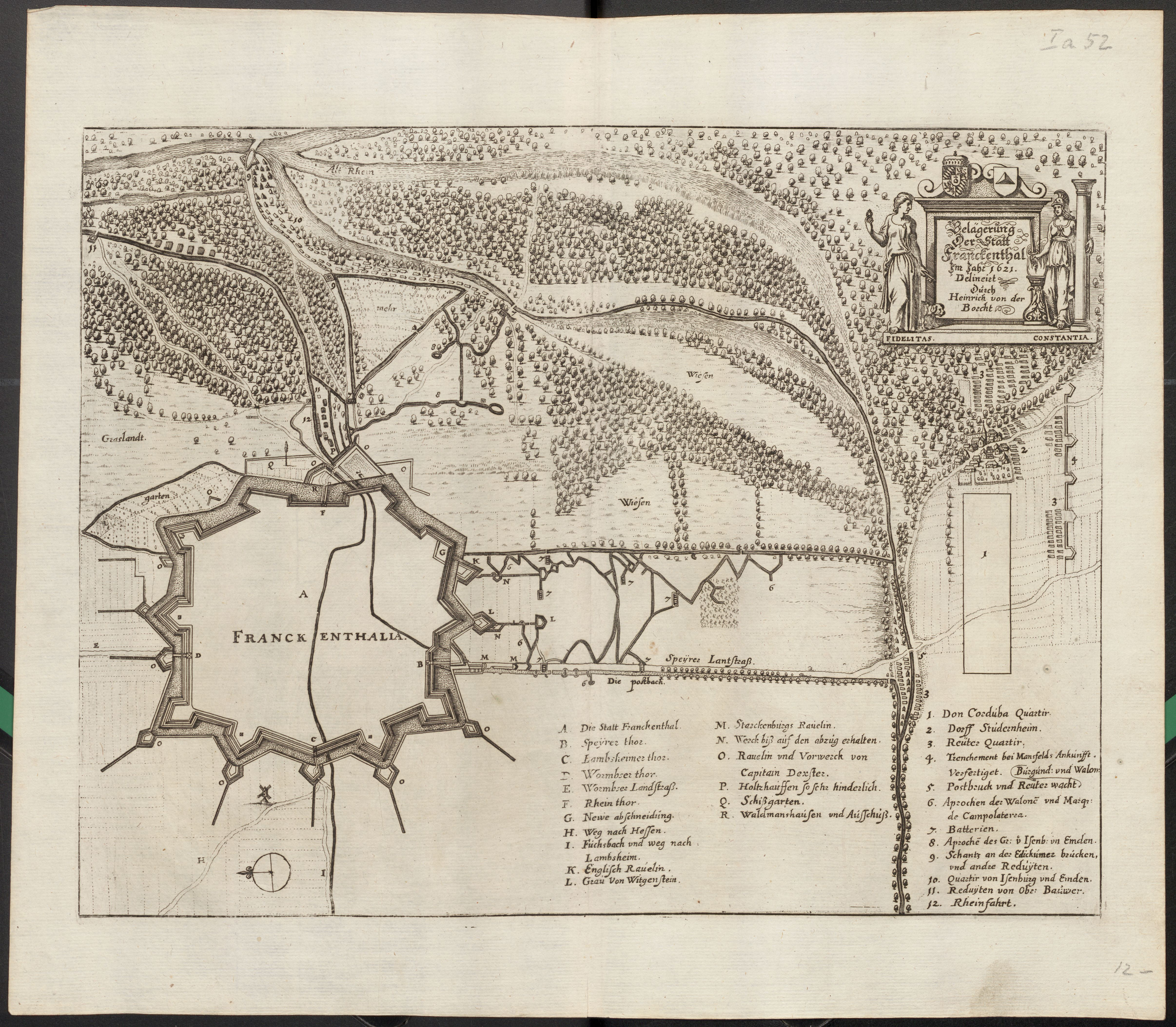
Belagerung von Frankenthal 1621

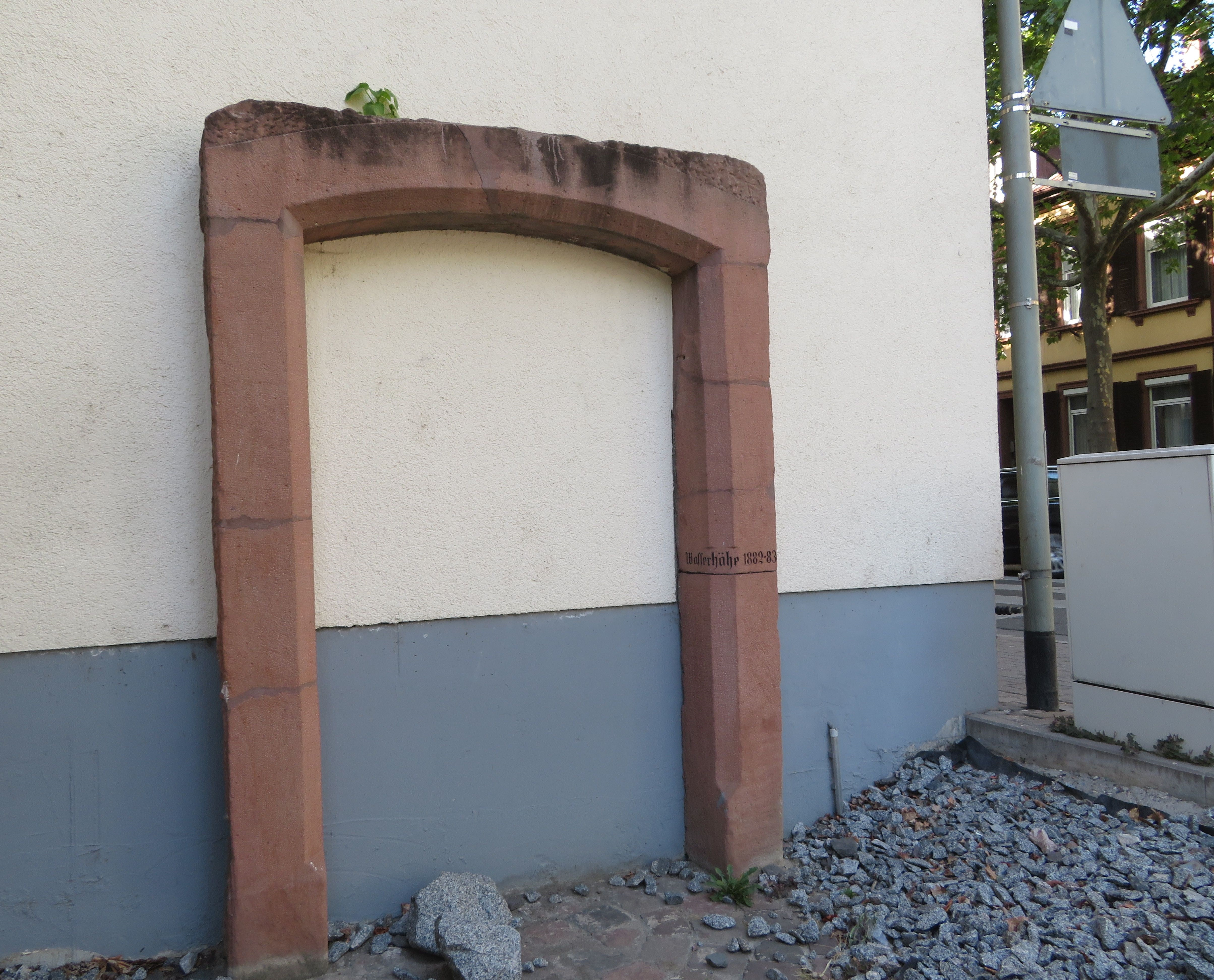
Hochwassermarke von 1882/83 an einem steinernen Türbogen

Ende des 16. und Anfang des 17. Jahrhunderts zur stärksten linksrheinischen Festung der Kurpfalz ausgebaut, geriet Frankenthal schnell in die Wirren des Dreißigjährigen Kriegs. Nach mehreren vergeblichen Belagerungen wurde die Stadt Ende März 1623 von den auf Seiten des Kaisers und der Katholiken kämpfenden Spaniern eingenommen und stand das nächste Jahrzehnt über wie die gesamte linksrheinische Pfalz unter spanischer Sequesterverwaltung. Im November 1632 vertrieben die Schweden die Spanier vorübergehend aus Frankenthal, die nach erneuter Eroberung im Oktober 1635 in die Stadt zurückkehrten und sie bis über das Ende des Krieges hinaus besetzt hielten. Die Spanier kämpften nach 1648 weiterhin gegen Frankreich im Französisch-Spanischen Krieg und konnten von der Festung aus das nun französische Elsass bedrohen. Erst Anfang Mai 1652 zogen sie gegen finanzielle Entschädigung durch die Reichsstände ab und übergaben Frankenthal an die im Westfälischen Frieden teilweise wiederhergestellte Kurpfalz. Zu diesem Zeitpunkt hatte die Stadt nur noch 324 von vor dem Krieg 18.000 Einwohnern. Besonders schwer traf die Stadt auch der Pfälzische Erbfolgekrieg. Im September 1689 wurde die Stadt von französischen Truppen in Brand gesteckt und fast völlig zerstört.

#### Aufstieg
Dem Niedergang folgte bald ein neuer wirtschaftlicher Aufstieg. Im 18. Jahrhundert wurde Frankenthal dritte Hauptstadt der Kurpfalz, im Zentrum wurde die Dreifaltigkeitskirche erbaut. Die Stadt avancierte zum Experimentierfeld staatlich-merkantilistischer Wirtschaftsförderung, wobei über 20 Manufakturen entstanden. Sie stellten vor allem Galanteriewaren her. Besondere Bedeutung erlangte die 1755 errichtete Porzellanmanufaktur, die zwar nur 45 Jahre Bestand hatte, deren Produkte aber noch heute als wertvolle Antiquitäten gehandelt werden.
Den Kanalhafen verband ein 1781 vollendeter Kanal mit dem nahen Oberrhein. Auf einem der Kanalschiffe wurde noch 1875 die in Frankenthal gegossene, 26 Tonnen schwere Kaiserglocke des Kölner Doms zum Rhein transportiert.

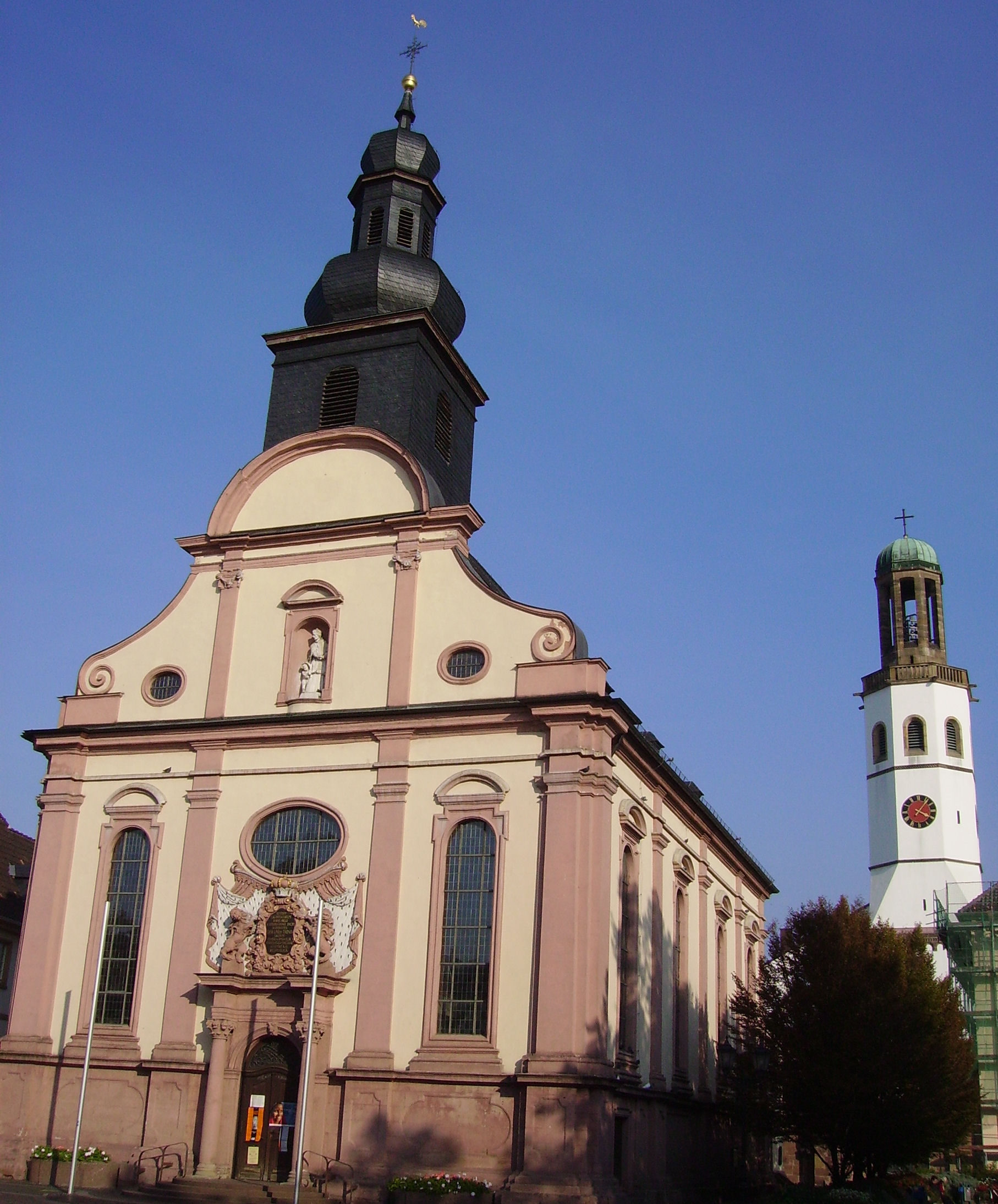
Die beiden Kirchen im Zentrum
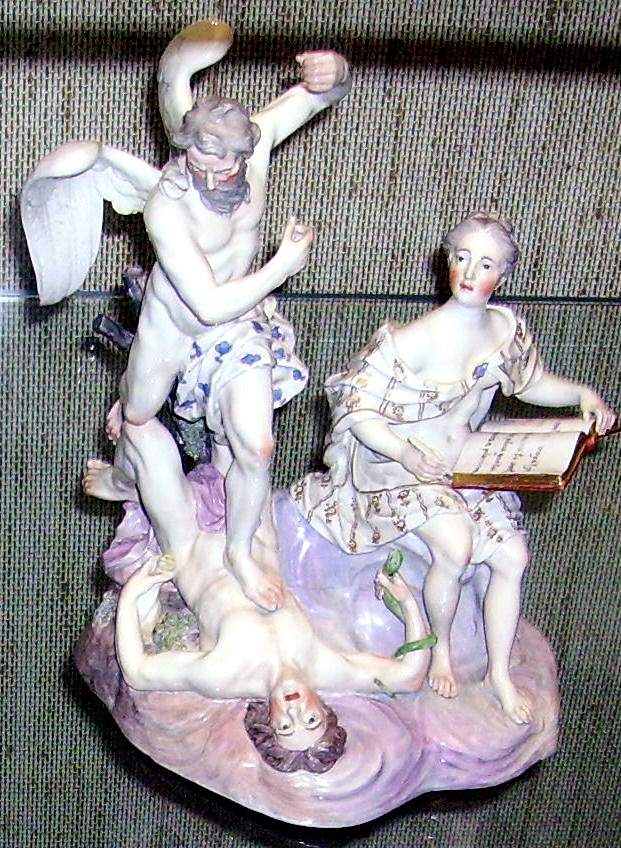
Frankenthaler Porzellan
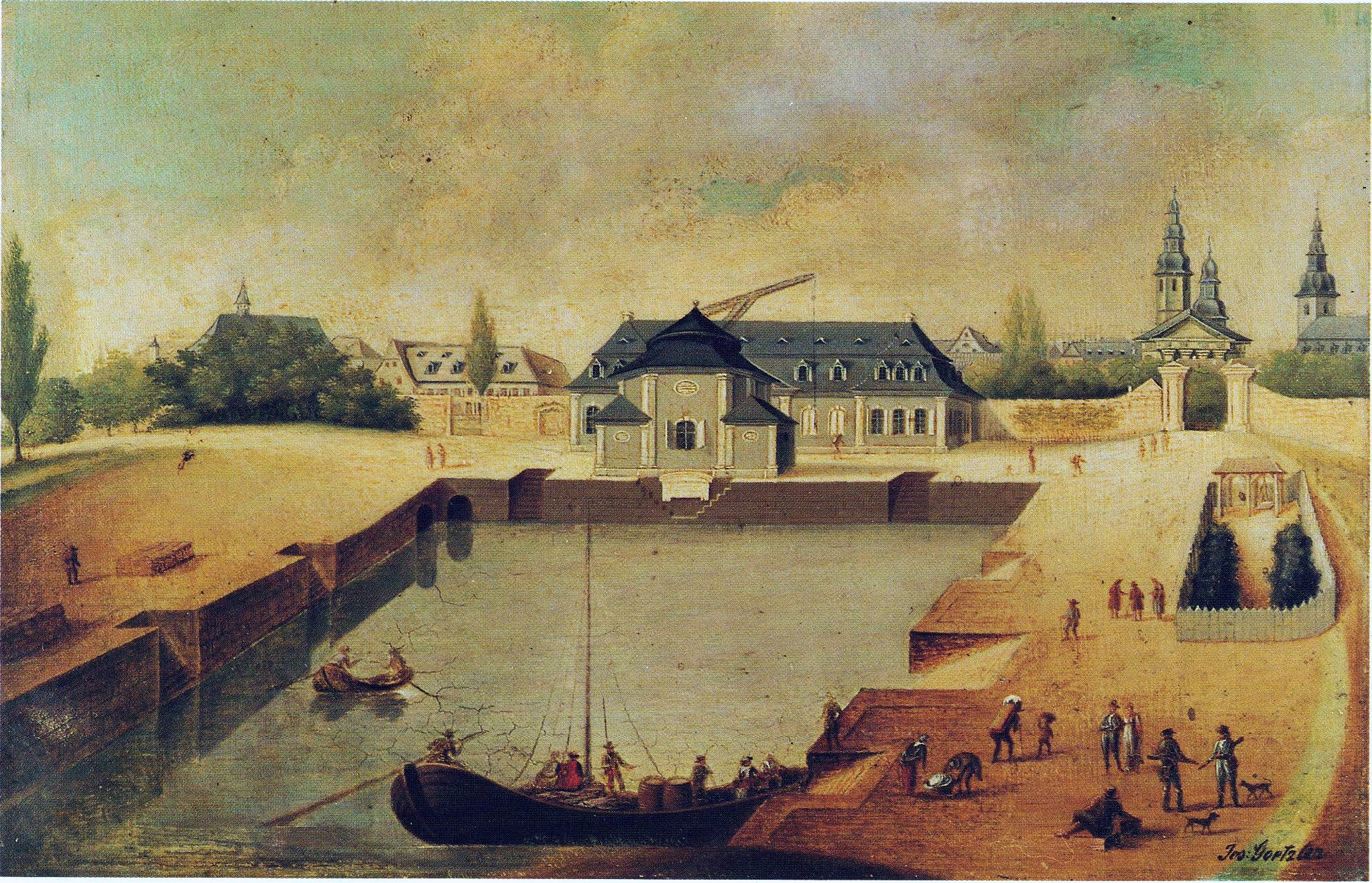
Kanalhafen um 1830
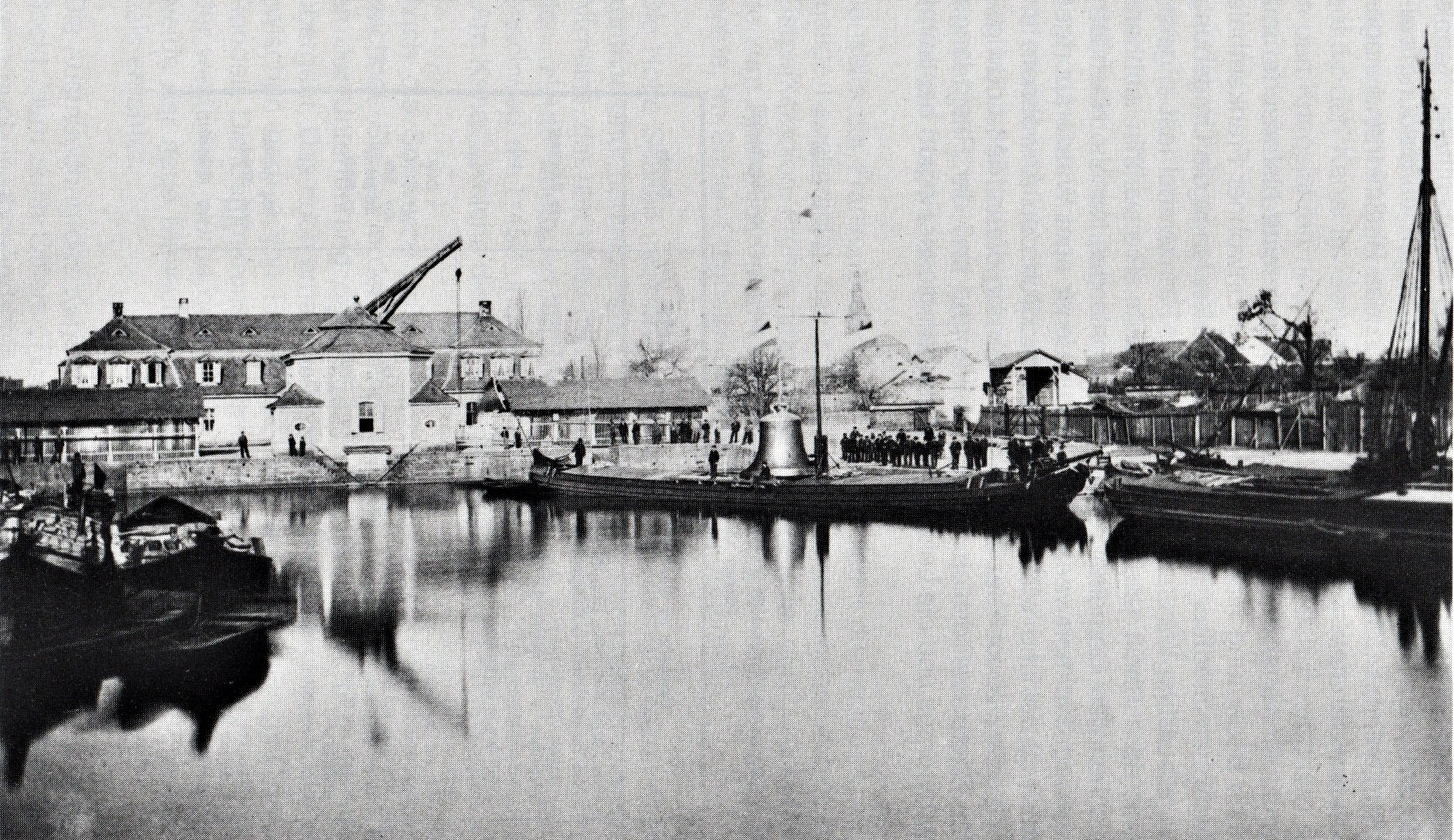
Transport der Kaiserglocke

#### Französische und bayerische Zeit

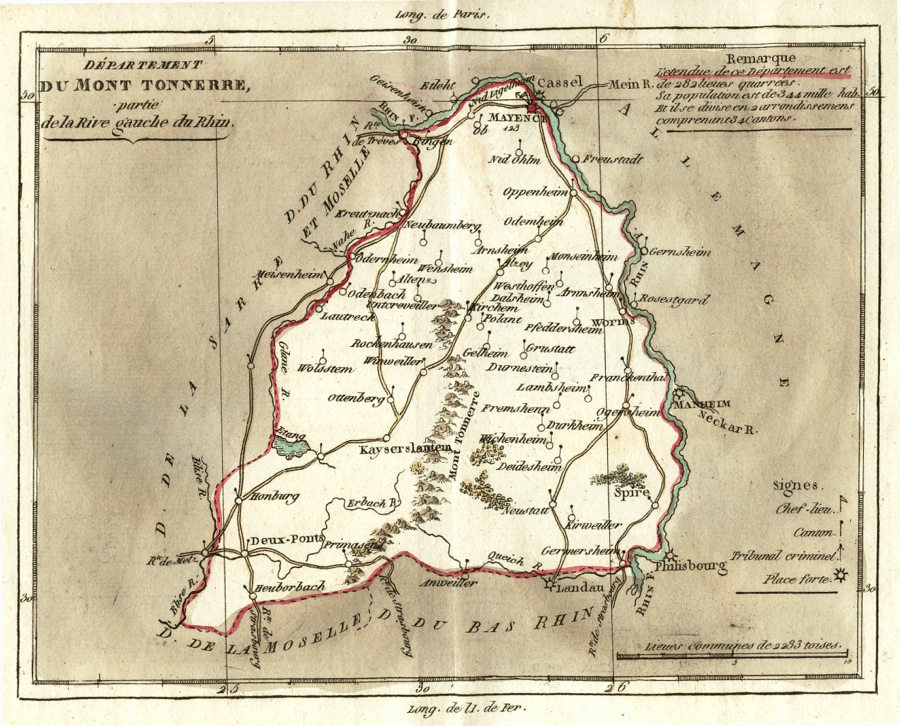
Département du Mont-Tonnerre mit Franckenthal im Osten

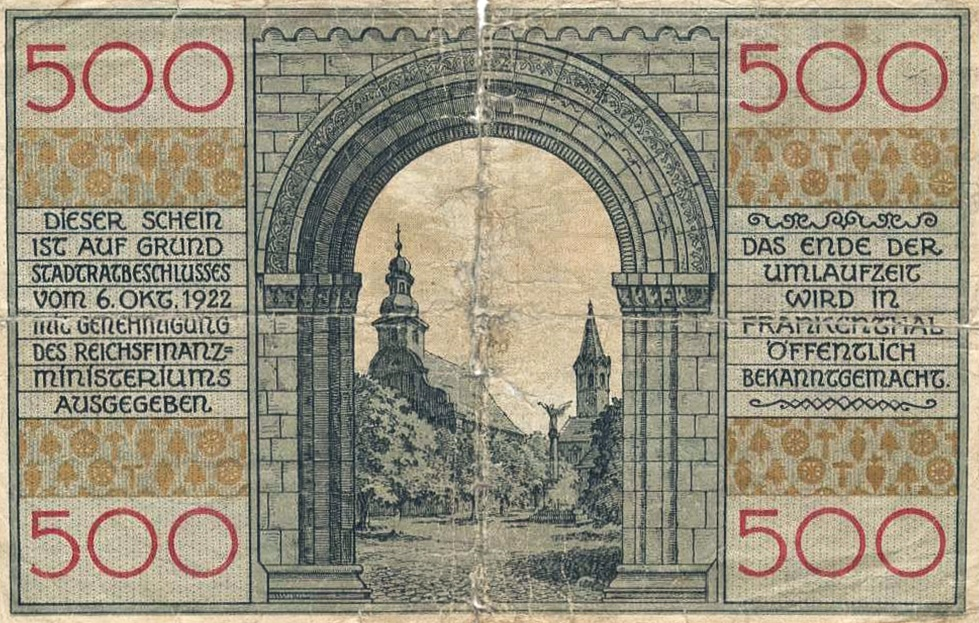
Notgeldschein der Stadt Frankenthal, 1922

Die Nachwirren der Französischen Revolution bereiteten dieser dritten Blütezeit ein Ende. Von 1798 bis 1814 stand Frankenthal unter französischer Verwaltung und war Kantonshauptstadt im Département du Mont-Tonnerre (Donnersberg). Infolge des Wiener Kongress (1815) kam Frankenthal zunächst an Österreich und 1816 aufgrund eines Tauschvertrages an das Königreich Bayern. Frankenthal blieb lange Zeit ein „unbedeutendes Landstädtchen“, wie ein zeitgenössischer Beobachter notierte. 1820–1823 errichtete der Weinbrenner-Schüler und Regierungsbaubeamte Johann Philipp Mattlener die Zwölf-Apostel-Kirche, in welche er den historischen Turm der Erkenbert-Ruine integrierte.

#### Industrialisierung und wirtschaftlicher Aufschwung
Mit der Industriellen Revolution stellte sich neuer Aufschwung ein. Die Maschinenfabrik Hamm & Co. wurde 1845 von Georg Hamm (1817–1878) gegründet. Sie entstand aus der alten Glockengießerei von Georg Friedrich Schrader, die bereits 1774 in Betrieb ging. 1859 wurde das Unternehmen von seinem Bruder Andreas (1824–1894) übernommen und später unter dem Namen Albert & Hamm um den Bau von Druckmaschinen erweitert. Auf dieses Unternehmen gehen viele der heutigen metallverarbeitenden Betriebe der Stadt zurück und auch die Heidelberger Druckmaschinen AG entstand aus Teilen der alten Glockengießerei. Die Firmen KKK, Albert-Frankenthal, KSB und Bettinger & Balcke, die zwischen 1859 und 1899 entstanden, machten die Stadt zu einem bedeutenden Zentrum der Metallverarbeitung. Die in Frankenthal hergestellten Turbinenkessel, Druckmaschinen und Pumpen genossen weltweiten Ruf. Auch die Einwohnerzahl stieg rasch an: 1850 waren es 4767, 50 Jahre später 16.899, um das Jahr 2000 etwa 50.000.
Die in der ersten Hälfte des 18. Jahrhunderts neu errichtete und längst zu eng gewordene Stadtmauer wurde um die Wende zum 20. Jahrhundert bis auf geringe Reste beseitigt, die Innenstadt dicht bebaut. 1919 wurden die drei nahe der Stadt liegenden Dörfer Flomersheim, Mörsch und Studernheim eingemeindet. Neubaugebiete und neue Industrien entstanden.

#### Entwicklung ab dem Zweiten Weltkrieg

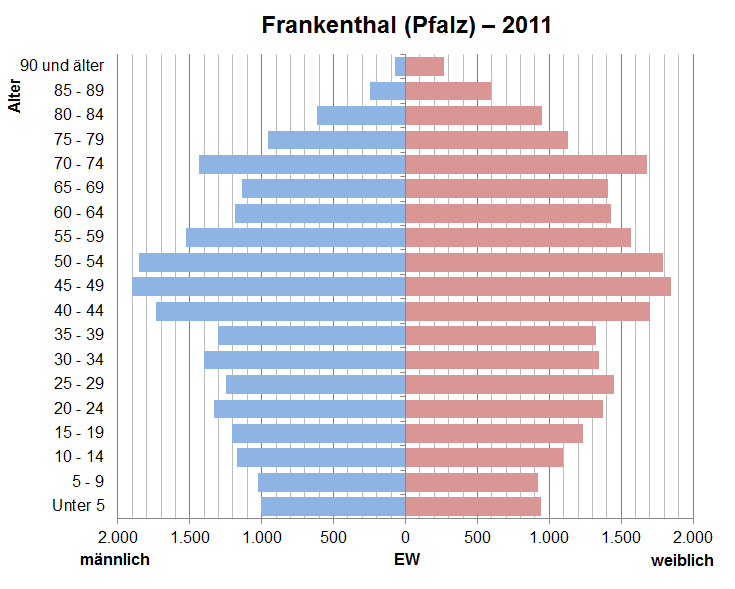
Bevölkerungspyramide für Frankenthal (Pfalz) (Datenquelle: Zensus 2011)

Während des Zweiten Weltkriegs betrieb die Wehrmacht in Frankenthal das Kriegsgefangenen-Stammlager XII B (kurz Stalag XII B). 1940 bestand als Außenlager des SS-Sonderlagers Hinzert (KZ) in Mörsch mehrere Monate ein Zwangsarbeitslager, dessen Häftlinge beim Autobahnbau (heutige A 6) eingesetzt wurden.
Am 23. September 1943 wurde Frankenthal durch Bomben stark zerstört und verlor einen Großteil seiner älteren Bebauung. Die Stadt wurde in der Nachkriegszeit wie viele andere in zweckmäßiger, allerdings schmuckloser Architektur wieder aufgebaut. Ob die Schilderung des Dichters August von Platen aus dem Jahre 1815, Frankenthal sei ein „gar so schöngebautes Städtchen, eines der schönsten in der ganzen Pfalz“, heute noch zutrifft, ist deshalb zumindest umstritten. Auf jeden Fall konnte die Stadt in den 1950er und 1960er Jahren wieder sehr schnell an ihre wirtschaftlichen und urbanen Traditionen anknüpfen.
Frankenthal war nach dem Zweiten Weltkrieg Teil der französischen Besatzungszone. Die Errichtung des Landes Rheinland-Pfalz wurde am 30. August 1946 als letztes Land in den westlichen Besatzungszonen durch die Verordnung Nr. 57 der französischen Militärregierung unter General Marie-Pierre Kœnig angeordnet. Es wurde zunächst als „rhein-pfälzisches Land“ bzw. als „Land Rheinpfalz“ bezeichnet; der Name Rheinland-Pfalz wurde erst mit der Verfassung vom 18. Mai 1947 festgelegt.
Im Rahmen der kommunalen Gebietsreform in Rheinland-Pfalz wurde Eppstein am 7. Juni 1969 eingemeindet. Der größere Ostteil des Landkreises Frankenthal (Pfalz) ging im heutigen Rhein-Pfalz-Kreis mit Sitz in Ludwigshafen am Rhein auf, der kleinere Westteil wurde dem neuen Landkreis Bad Dürkheim zugeschlagen.
Zu einem Blowout-Ereignis kam es 1980. 15 Tage lang strömten insgesamt 15 Millionen Kubikmeter Erdgas unkontrolliert aus einem Untertagespeicher der Firma Saar-Ferngas aus, bis das defekte Bohrloch durch „Red“ Adair mithilfe eines Blowout-Preventers geschlossen werden konnte. Versuche, das Leck mit 1000 Tonnen Beton abzudichten, waren vorher gescheitert.

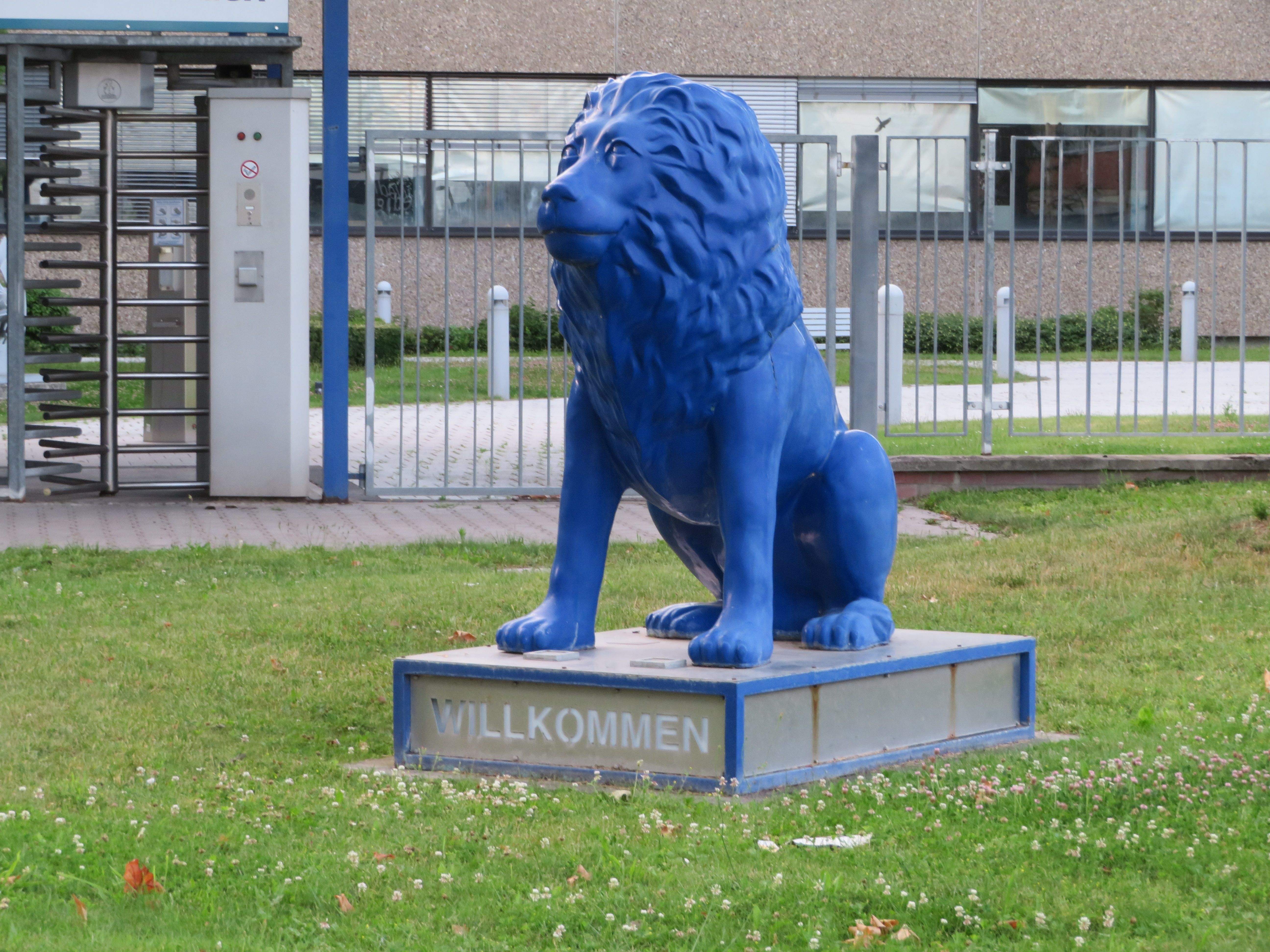
Löwe vor dem Firmengelände von Howden Turbo

Im Jahr 2000 rief Oberbürgermeister Theo Wieder die Frankenthaler Bürgerprojekte ins Leben. Ziel ist, Projekte zu realisieren, für welche die öffentlichen Mittel fehlen, deren ehrenamtliche Umsetzung wünschenswert ist, um die Attraktivität der Stadt zu erhöhen. 2002 fand das 425-jährige Stadtjubiläum statt. Seit dem Festjahr säumen insgesamt 149 Skulpturen von Löwen (er ist das Wappentier Frankenthals) das Stadtbild, die von Privatpersonen und Firmen gekauft und unterschiedlich bemalt worden sind.

## Einwohnerentwicklung
| Frankenthal: Einwohnerzahlen von 2012 bis 2024 | Frankenthal: Einwohnerzahlen von 2012 bis 2024 | Frankenthal: Einwohnerzahlen von 2012 bis 2024 | Frankenthal: Einwohnerzahlen von 2012 bis 2024 | Frankenthal: Einwohnerzahlen von 2012 bis 2024 |
| ---------------------------------------------- | ---------------------------------------------- | ---------------------------------------------- | ---------------------------------------------- | ---------------------------------------------- |
| Jahr                                           |                                                |                                                |                                                | Einwohner                                      |
| 2012                                           | 2012                                           |                                                | 47.035                                         | 47.035                                         |
| 2015                                           | 2015                                           |                                                | 48.363                                         | 48.363                                         |
| 2020                                           | 2020                                           |                                                | 48.750                                         | 48.750                                         |
| 2024                                           | 2024                                           |                                                | 48.140                                         | 48.140                                         |
| Quelle(n): statistik.rlp.de                    |                                                |                                                |                                                |                                                |

## Religion
In Frankenthal befinden sich jeweils sieben Kirchen der römisch-katholischen und der evangelischen Konfession, eine ökumenische Kirche, sowie mehrere Sakralbauten anderer christlicher Religionsgemeinschaften. In einem Stadtteil im Nordwesten entstand in jüngster Zeit eine Moschee (siehe Liste von Sakralbauten in Frankenthal (Pfalz)).

### Evangelische Kirchen (Auswahl)
- Lutherkirche (Frankenthal)
- Zwölf-Apostel-Kirche (Frankenthal)

Die Kleine protestantische Pfarrkirche bestand von 1712 bis 1943, von der Stiftskirche ist die Erkenbert-Ruine erhalten.

### Katholische Kirchen (Auswahl)
- St. Cyriakus (Frankenthal-Eppstein)
- Dreifaltigkeitskirche (Frankenthal)

### Ökumenisches Gemeindezentrum

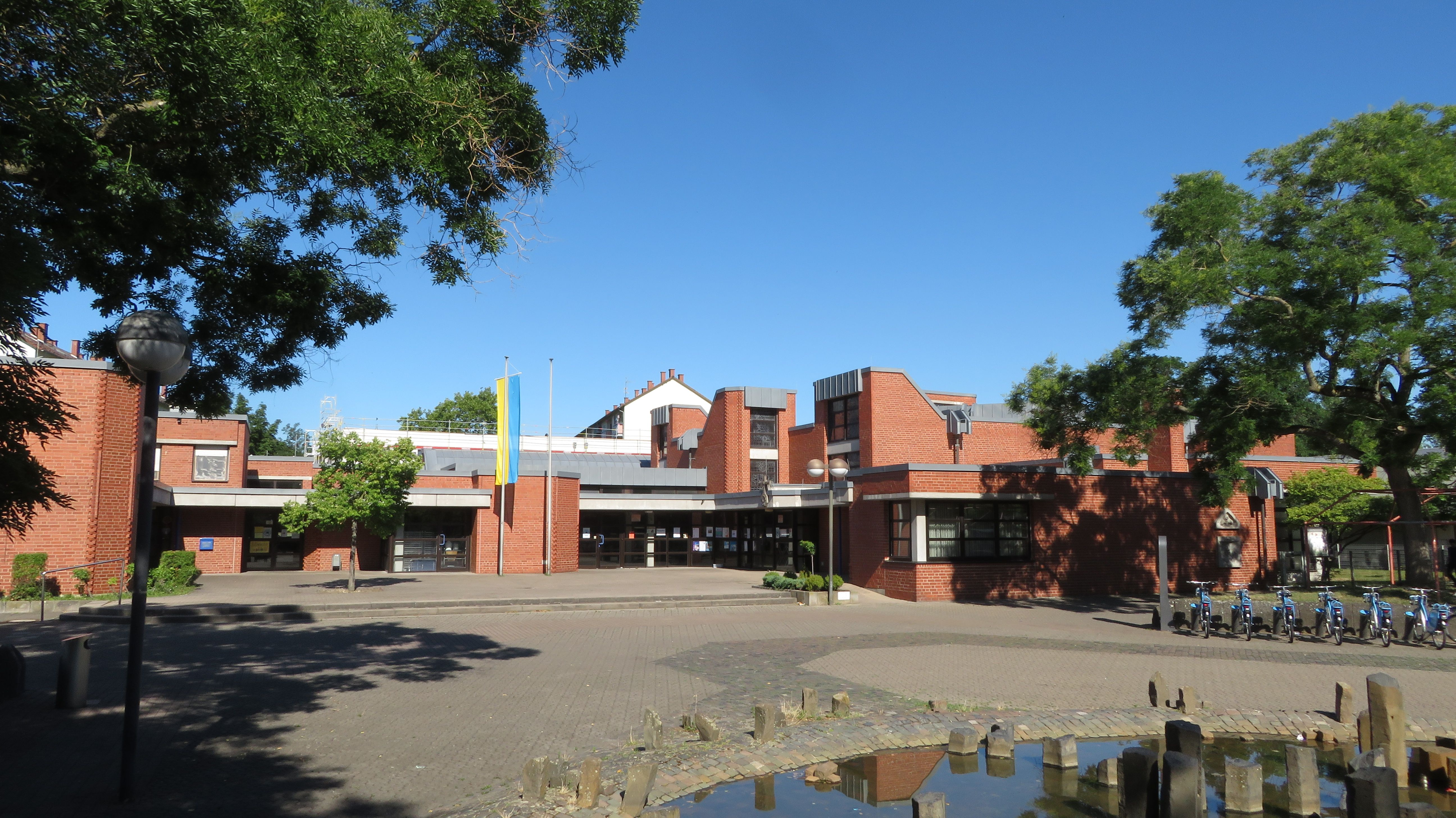
Ökumenisches Gemeindezentrum

Das ökumenische Gemeindezentrum im Pilgerpfad mit der St.-Jakobus-Kirche wurde von Emil Wachter entworfen. Hier finden abwechselnd sowohl evangelische als auch katholische Gottesdienste statt, die von den der jeweiligen Konfession zugehörigen Geistlichen abgehalten werden. Manche Aktionen und Gruppenveranstaltungen erfolgen gemeinsam.

### Konfessionsstatistik
Derzeit (Stand Ende Juni 2025) liegt der Anteil der katholischen Bürger bei 21,9 %, der evangelischen bei 20,2 % und der sonstigen bei 57,9 %. Am 9. Mai 2011 hatte der Anteil der katholischen Bürger bei 30,5 %, der evangelischen bei 31,6 % und der sonstigen bei 37,9 % gelegen. Die Zahl der Katholiken und vor allem die der Protestanten ist demnach im beobachteten Zeitraum beträchtlich gesunken.

### Freikirchen
Im Stadtteil Eppstein gibt es seit 1779 eine Mennonitengemeinde mit 45 Gemeindemitgliedern, die vor Ort und in der weiteren Umgebung leben. Hinsichtlich der Anstellung einer Pastorin wird mit der Mennonitengemeinde Ludwigshafen zusammengearbeitet. Zusätzlich existiert eine Mennoniten-Brüdergemeinde, die auf Aussiedler aus Russland zurückgeht. Sie unterhält zwei Gemeindehäuser.
Auch weitere Freikirchen und andere Religionsgemeinschaften sind in Frankenthal mit eigenen Gemeinden tätig. So ist u. a. in der Adam-Opel-Straße die Noor Moschee (Moschee des Lichts) der Ahmadiyya Muslim Jamaat beheimatet.

## Politik

### Stadtrat
Der Stadtrat von Frankenthal besteht aus 44 ehrenamtlichen Ratsmitgliedern, die bei der Kommunalwahl am 9. Juni 2024 in einer personalisierten Verhältniswahl gewählt wurden, und dem hauptamtlichen Oberbürgermeister als Vorsitzendem.
Wegen der Besonderheiten des rheinland-pfälzischen Wahlsystems bei den Kommunalwahlen (personalisierte Verhältniswahl) sind die angegebenen prozentualen Stimmanteile als gewichtete Ergebnisse ausgewiesen, die das Wahlverhalten nur rechnerisch wiedergeben.
Die Stadtratswahlen führten zu folgenden Ergebnissen (mit Vergleichszahlen der beiden vorangegangenen Wahlen):
- Grüne: 3
- SPD: 6
- FWG: 18
- LZ: 1
- FDP: 1
- CDU: 8
- AfD: 7

| Partei / Liste  | % 2024 | Sitze 2024 |        | % 2019 | Sitze 2019 | % 2014 | Sitze 2014 |
| FWG             | 41,8   | 18         | 8,9    | 4      | 10,7       | 5      |            |
| CDU             | 19,3   | 8          | 35,6   | 16     | 47,2       | 21     |            |
| AfD             | 16,1   | 7          | 9,6    | 4      | –          | –      |            |
| SPD             | 12,5   | 6          | 21,2   | 9      | 26,1       | 12     |            |
| Grüne           | 6,0    | 3          | 15,1   | 7      | 7,6        | 3      |            |
| FDP             | 2,3    | 1          | 5,4    | 2      | 3,0        | 1      |            |
| Liste ZukunFT   | 2,0    | 1          | –      | –      | –          | –      |            |
| Die Linke       | –      | –          | 4,2    | 2      | 5,4        | 2      |            |
| Gesamt          | 100    | 44         | 100    | 44     | 100        | 44     |            |
| Wahlbeteiligung | 54,4 % | 54,4 %     | 51,4 % | 51,4 % | 45,2 %     | 45,2 % |            |

### Oberbürgermeister und Stadtvorstand
Der hauptamtliche Oberbürgermeister ist Leiter der Stadtverwaltung Frankenthal und sitzt dem Stadtrat vor; daneben leitet er das städtische Dezernat A, das unter anderem für die politischen Gremien, Bauplanungen und die Stadtwerke zuständig ist. Amtsinhaber ist seit dem 1. Januar 2024 Nicolas Meyer von der FWG. Er war am 25. Juni 2023 mit einem Stimmenanteil von 55,4 % für eine achtjährige Amtszeit gewählt worden, womit er sich gegen vier Mitkandidaten durchsetzen konnte.
Meyers Vorgänger Martin Hebich (CDU) hatte am 28. September 2022 erklärt, „nach dem Ende meiner Amtszeit keine öffentliche Person mehr sein zu wollen.“ Auch werde er nicht mehr als Oberbürgermeister kandidieren. Hebisch hatte das Amt seit dem 1. Januar 2016 ausgeübt, nachdem er am 31. Mai 2015 zum Oberbürgermeister gewählt worden war.
Bisherige Oberbürgermeister von Frankenthal waren unter anderem:
- 1921–1933: Hermann Strasser (DDP)
- 1942–1945: Hieronymus Merkle (NSDAP)
- 1945:0000. Hermann Strasser
- 1946–1947: Karl Zimmermann (SPD)
- 1947–1948: Karl Breyer (SPD)
- 1949:0000. Adam Kroll (CDU)
- 1949–1959: Emil Kraus
- 1959–1964: Jürgen Hahn (SPD)
- 1964–1972: Berno Zeißler (SPD)
- 1972–1983: Günter Kahlberg (CDU)
- 1984–1989: Jochen Riebel (CDU)
- 1990–1999: Peter Popitz (SPD)
- 2000–2015: Theo Wieder (CDU)
- 2016–2023: Martin Hebich (CDU)
- seit 2024:0. Nicolas Meyer (FWG)

Unterstützt wird der Oberbürgermeister von zwei weiteren Dezernenten, mit denen er den Stadtvorstand bildet. Dies sind derzeit Bürgermeister Bernd Knöppel (CDU; Dezernat B – Gebäude, Recht, Ordnung und Umwelt sowie die städtischen Eigenbetriebe) und der Beigeordnete Bernd Leidig (SPD; Dezernat C – Finanzen, Schulen, Familien, Jugend und Soziales).

### Wappen
| Banner, Wappen und Hissflagge |  |
|                               |  |
|                               |  |

| | Blasonierung: „In Schwarz ein rotbewehrter, -bezungter und -bekrönter goldener Löwe, der in der erhobenen rechten Tatze einen goldenen Reichsapfel und mit der linken einen roten Schild trägt. Im Schild ist ein dreieckiger, mit der Spitze nach oben gekehrter goldener Eckstein zu sehen.“ |
| Wappenbegründung: Der Wappenschild mit dem Eckstein soll der jungen Stadt Frankenthal 1570 von Kurfürst Friedrich III. von der Pfalz verliehen worden sein. Die Deutung ist umstritten und schwankt zwischen Dreiherrenstein und stilisierter Pflugschar, letzteres mit Bezug auf das älteste Grundbuch Frankenthals von 1597. Wahrscheinlicher ist eine theologische Deutung: Gemäß dem Leitwort der reformierten Glaubensflüchtlinge „Christus is de enige Sthen, darup syne Gemeente rust“ oder nach der Prämisse „Gott ist unser Eckstein“. Ferner wird es nachträglich als Hinweis auf die drei Frankenthaler Kirchengemeinden von 1583 – die niederländisch-, die wallonisch- und die deutsch-reformierte – angesehen. | |

Wappen der Stadtteile
Eppstein
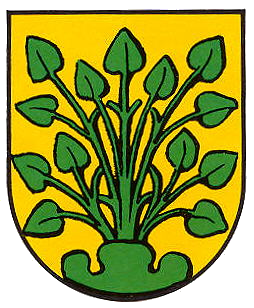
Flomersheim
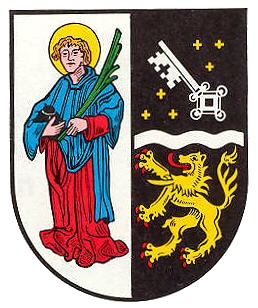
Mörsch
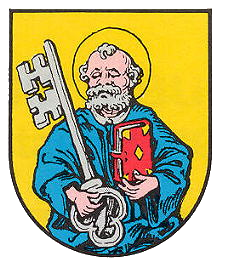
Studernheim

### Städtepartnerschaften
Offizielle Städtepartnerschaften:
- Colombes,  Frankreich, seit 26. Oktober 1958

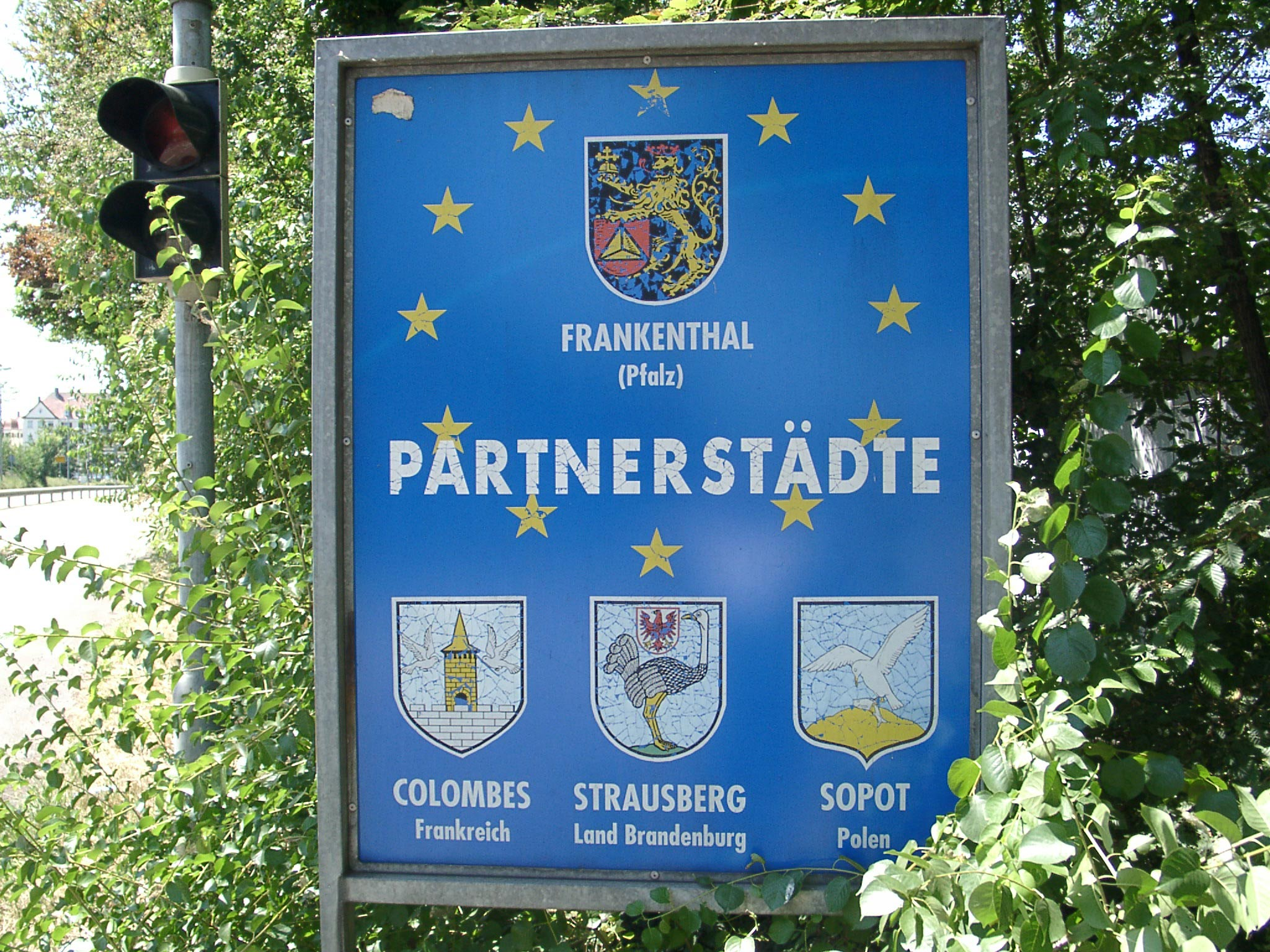
Tafel mit den Wappen der Partnerstädte

- Strausberg,  Deutschland (Brandenburg), seit 16. Oktober 1990
- Sopot,  Polen, seit 17. April 1991
- Rosolini,  Italien, seit 26. Oktober 2018

Partnerschaftliche Beziehungen:
- Butamwa,  Ruanda, seit 15. Dezember 1982

Städtefreundschaften:
- Puschkin,  Russland
- Blumenau,  Brasilien

## Kultur und Sehenswürdigkeiten

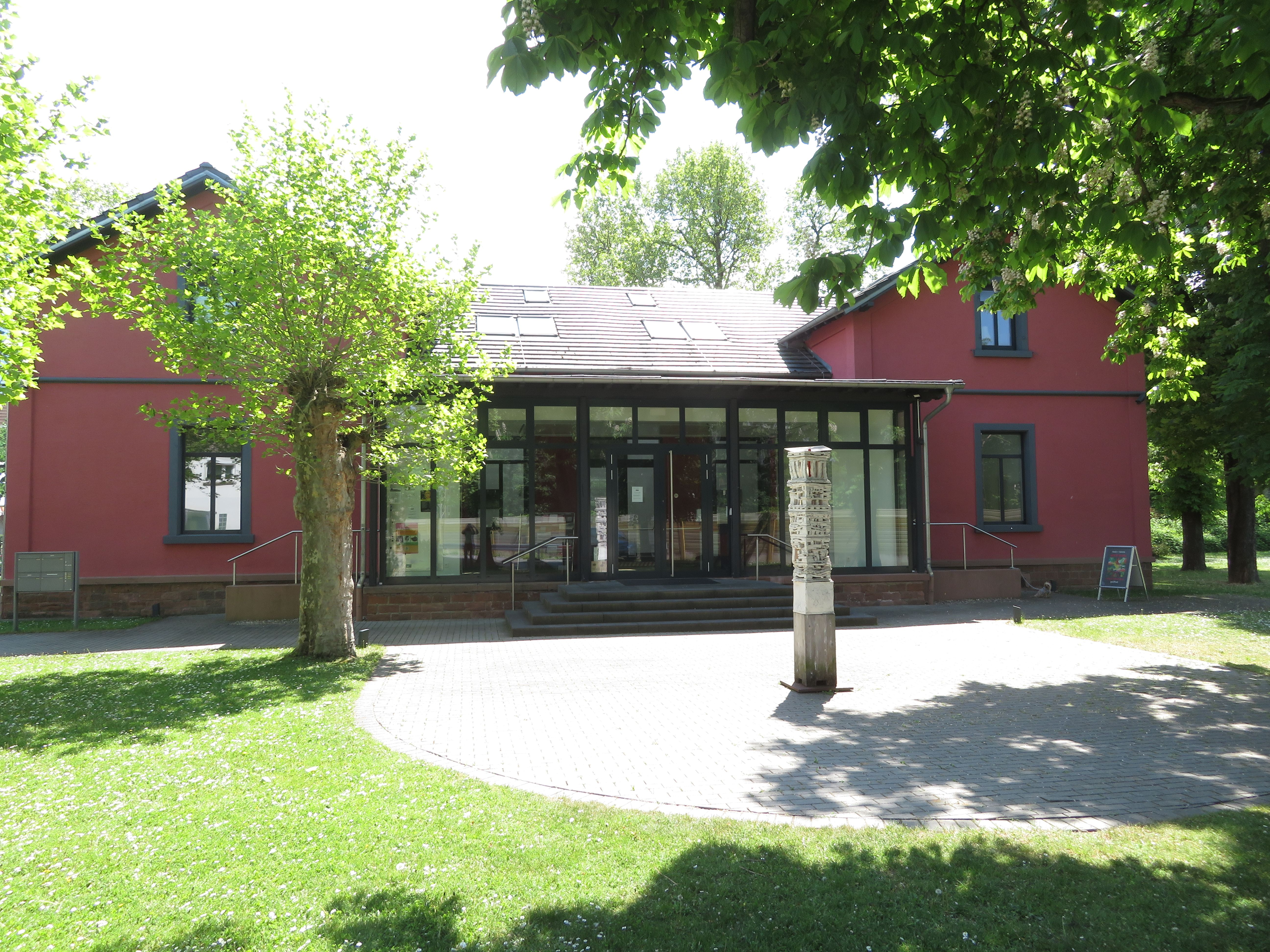
Das Kunsthaus Frankenthal

### Perron-Kunstpreis
Seit 1981 vergibt die Stadt Frankenthal jährlich den Perron-Kunstpreis. Die Schwerpunkte der künstlerischen Arbeiten bilden abwechselnd die Disziplinen Graphik, Malerei, Plastik und Porzellan. Begleitend zur Preisverleihung findet eine Ausstellung der Nominierten statt.

### Sehenswürdigkeiten
- Erkenbert-Museum

### Sport

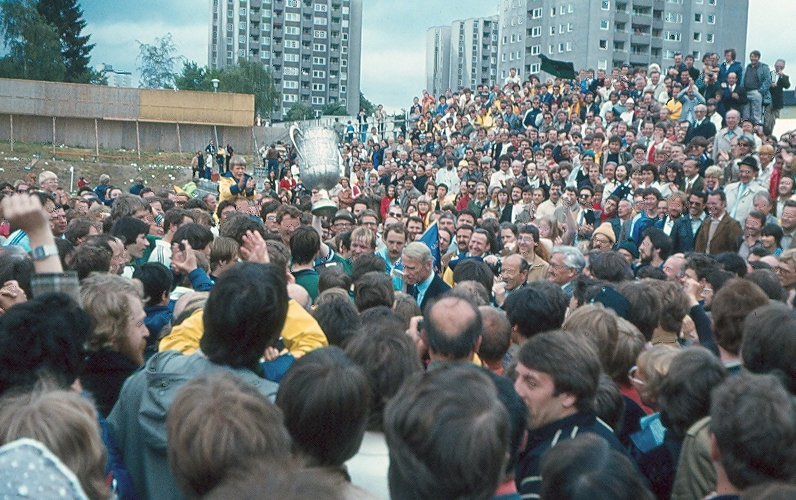
TG Frankenthal, Deutscher Hockeymeister 1980

Frankenthal besitzt eine Vielzahl von Sportvereinen, die das Stadtbild und die Freizeitaktivitäten aller Altersklassen prägen. Auf mehr als 400 Jahre blickt die Schützengesellschaft Frankenthal zurück; zu den ältesten und mitgliederstärksten Vereinen zählen außerdem der VfR Frankenthal, die TG Frankenthal, die VT Frankenthal und der TSV Eppstein.
In Frankenthal befindet sich seit dem 1. Januar 1997 das Landesleistungszentrum Karate für Rheinland-Pfalz, welches vom 1. Shotokan Karate Club Frankenthal betrieben wird.
Seit 2005 besteht das DAV-Kletterzentrum Pfalz-Rock in Frankenthal. Die Halle mit etwa 1200 m² Kletterfläche, rund 15 m Höhe und einigen stark überhängenden Wettkampfbahnen (10+) ist Landesleistungsstützpunkt Sportklettern in Rheinland-Pfalz.

### Regelmäßige Veranstaltungen

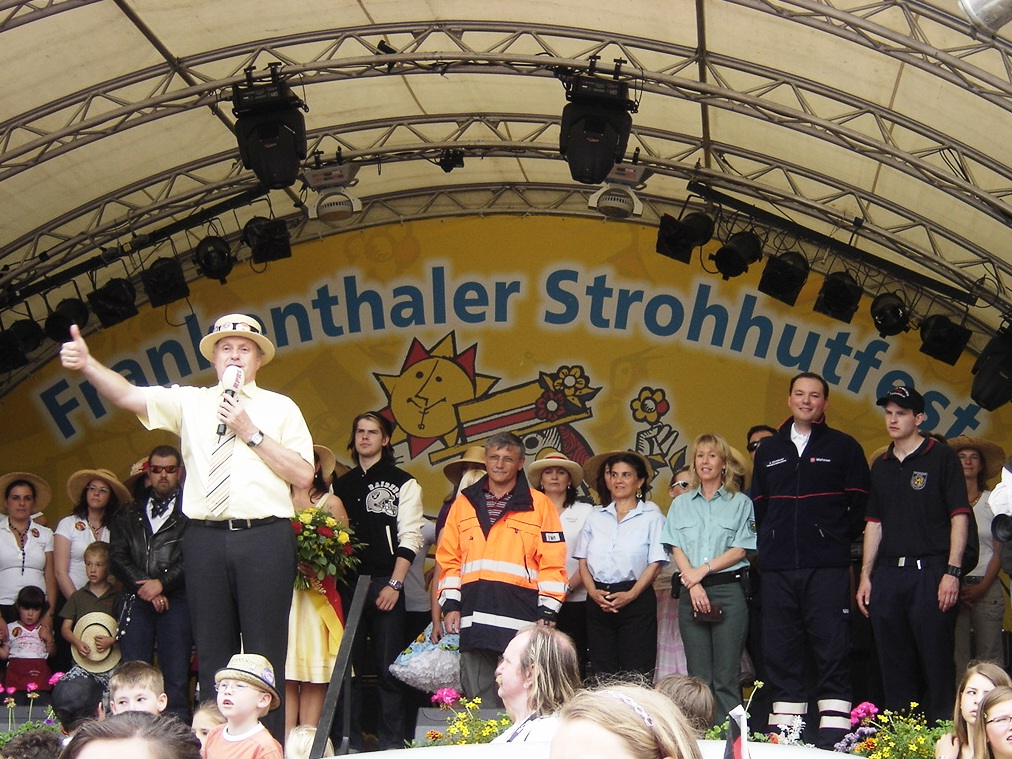
Der damalige Oberbürgermeister Theo Wieder mit traditionellem Strohhut bei der Festeröffnung 2009

Das Strohhutfest an vier Tagen im Mai/Juni ist mit mehr als 300.000 Besuchern das größte Straßenfest der Pfalz. Der Frühjahrsmarkt, das Strandbadfest und das Herbstspektakel (früher Oktobermarkt) sind bedeutende regionale Ereignisse, die Trendtage, die Kulturtage und der Weihnachtsmarkt besitzen lokalen Charakter. Immer größere Ausstrahlung gewinnt der winterliche Eiszauber, bei dem die Erkenbert-Ruine für mehrere Wochen in eine große Eislaufbahn verwandelt wird.

## Wirtschaft und Infrastruktur
Im Jahre 2016 erbrachte Frankenthal, innerhalb der Stadtgrenzen, ein Bruttoinlandsprodukt (BIP) von 1,564 Milliarden €. Das BIP pro Kopf lag im selben Jahr bei 32.301 € (Rheinland-Pfalz: 34.118 €, Deutschland 38.180 €) und lag damit unter dem regionalen und nationalen Durchschnitt. Das BIP je Erwerbsperson beträgt 68.902 € und liegt damit deutlich höher. In der Stadt waren 2016 ca. 22.700 erwerbstätige Personen beschäftigt. Die Arbeitslosenquote lag im Dezember 2018 bei 5,8 % und damit über dem Durchschnitt von Rheinland-Pfalz von 4,1 %.
Im Zukunftsatlas 2016 belegte die kreisfreie Stadt Frankenthal Platz 205 von 402 Landkreisen, Kommunalverbänden und kreisfreien Städten in Deutschland und zählt damit zu den Orten mit „ausgeglichenem Chancen-Risiko Mix“ für die Zukunft.

### Unternehmen
In Frankenthal haben bzw. hatten bedeutende Unternehmen ihren Hauptsitz:
- Tarkett (ehem. Pegulan), Hersteller von Fußbodenbelägen
- KSB SE & Co. KGaA, Hersteller von Pumpensystemen
- Alfred Sternjakob, Hersteller von Schulranzen der Marke Scout bis 2017
- RKW-Gruppe, Hersteller von Folien und Vliesstoffen

Außerdem bestehen Niederlassungen zahlreicher Unternehmen:
- Amazon-Logistikzentrum (2000 Arbeitsplätze)[44]
- Koenig & Bauer AG (KBA), (Druck-)Maschinenbau (Albert-Frankenthal)
- Renolit AG, Herstellung von Spezialfolien
- Intersnack Knabber-Gebäck GmbH & Co. KG, unter anderem Chio-Chips
- Bender GmbH, Herstellung von Flaschenverschlüssen
- Rohmann GmbH, Herstellung und Entwicklung von Systemen zur Werkstoffprüfung
- Howden Turbo GmbH (ehem. Kühnle, Kopp & Kausch (KKK)[45]), Turbomaschinentechnik

### Öffentliche Einrichtungen
Die Stadt ist Sitz eines Land- und eines Amtsgerichts. Außer den beiden Gerichten ist im Justizzentrum Frankenthal auch die Staatsanwaltschaft angesiedelt. In der Justizvollzugsanstalt Frankenthal mit 420 Haftplätzen im geschlossenen Vollzug sowie 19 Haftplätzen im offenen Vollzug werden Freiheitsstrafen von maximal acht Jahren Dauer und Untersuchungshaft vollstreckt.

### Bildung
Die Stadt ist Träger einer Reihe von Schulen, die von etwa 9000 Schülern aus der Stadt und deren Umkreis besucht werden:
- zehn Grundschulen
- zwei Realschulen plus
- eine integrierte Gesamtschule
- zwei Gymnasien
- eine Berufsbildende Schule
- drei Förderschulen

Zudem unterhält die Stadt ein Schullandheim sowie eine Musikschule, die im Kulturdenkmal der ehemaligen Zuckerfabrik betrieben wird.
Der Bezirksverband Pfalz ist Träger des Pfalzinstituts für Hören und Kommunikation mit Internat und Berufsschule. Dazu kommt die private Freie Waldorfschule Frankenthal.
Im Sommer 2008 wurde die Frankenthaler Bildungsstiftung gegründet, die die verschiedenen Bildungseinrichtungen sowie deren Schüler fördert.

### Verkehr

#### Fernstraßen
Unmittelbar nördlich von Frankenthal liegt die Anschlussstelle Frankenthal-Nord der A 6 (Saarbrücken–Mannheim); von Süden her wird die Stadt über die B 9 (Speyer–Worms) erreicht.

#### Öffentlicher Nahverkehr

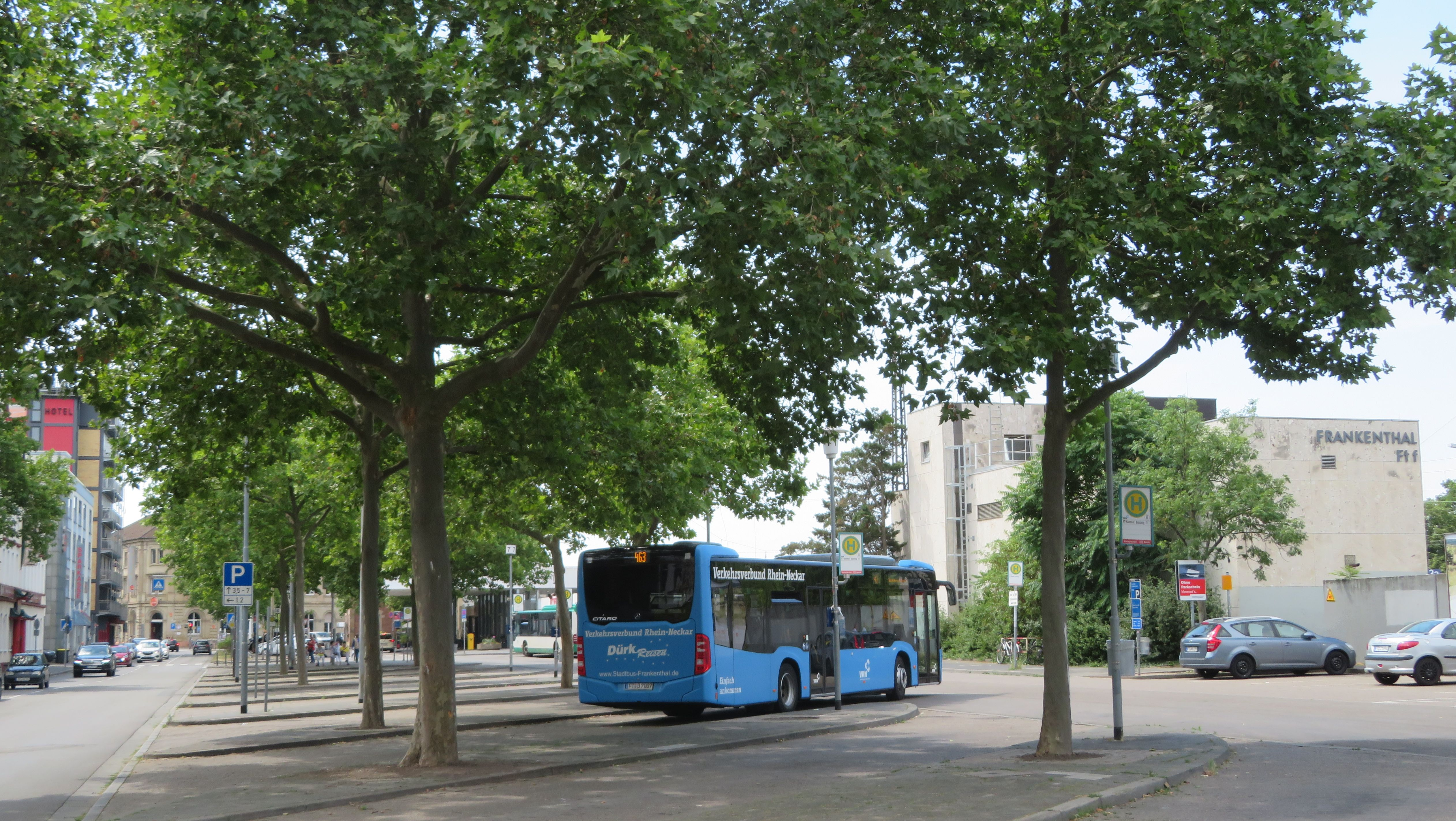
Der Frankenthaler Busbahnhof vor dem Hauptbahnhof im Schatten von Platanen

Frankenthal liegt an der Bahnstrecke Mainz–Mannheim. Am Hauptbahnhof Frankenthal halten halbstündlich S-Bahnen der S-Bahn RheinNeckar sowie stündlich alternierend der Regionalexpress Frankfurt–Karlsruhe bzw. Frankfurt–Mannheim. Seit dem Fahrplanwechsel im Dezember 2021 werden neue Fahrzeuge der Baureihe 463 eingesetzt.
Von Frankenthal Hauptbahnhof aus verkehren zudem halbstündlich Regionalbahnen nach Freinsheim und weiter nach Grünstadt und Ramsen/Eiswoog oder nach Monsheim. Die Strecke nach Freinsheim zweigt von der Strecke nach Ludwigshafen am Rhein südlich des Haltepunktes Frankenthal Süd ab, der zum Fahrplanwechsel am 14. Juni 2015 um 0 Uhr in Betrieb genommen wurde.
Mehrere Stadt- und Regionalbuslinien, die sich alle am Frankenthaler Busbahnhof treffen, bedienen Stadtgebiet und Umland.
Von 1891 bis 1939 fuhr eine Lokalbahn von Frankenthal nach Großkarlbach; die Relation wird heute von der BRN-Buslinie 460 bedient.

#### Sonstiges
In dem von der Bundesanstalt für Straßenwesen erstellten Kinderunfallatlas des Jahres 2012 verunglücken in Frankenthal 2,68 von 1000 radfahrenden Kindern. Damit liegt Frankenthal (Pfalz) auf dem sechstschlechtesten Platz aller 412 untersuchten Städte und Gemeinden. Bereits seit 1984 landet Frankenthal in vergleichbaren Untersuchungen stets auf den hintersten Plätzen.

## Persönlichkeiten
Bekannte Persönlichkeiten aus Frankenthal sind unter anderen die Maler Jacob Marrel und Martin Föller, der Maler und Kunsthistoriker Elmar Worgull, der Bergfilmer Arnold Fanck, der Rechtshistoriker Konrad Maurer, der Arzt und Schriftsteller Paul Bertololy, der Neurologe und Psychiater Franz Nissl, der Mathematiker Oskar Perron sowie der Soziologe Stefan Hradil.